# Мучинга
Мучинга — гірський хребет в Північній провінції Замбії, знаходиться на лінії вододілу між басейнами річок Конго і Замбезі. З одного боку протікає річка Чамбеші, з іншого Луангва. Довжина хребта близько 700 км, найвища точка — гора Чимбвінгомбе (близько 1800 м). Уздовж Мучинги проходять транспортні артерії які зв'язують Замбію з Танзанією. На півночі розташовується один з районів вирощування кави.